# Muraltia gillettiae
Muraltia gillettiae är en jungfrulinsväxtart som beskrevs av Margaret Rutherford Bryan Levyns. Muraltia gillettiae ingår i släktet Muraltia och familjen jungfrulinsväxter. Inga underarter finns listade i Catalogue of Life.